# Juan Bernardo Elbers
Pour les articles homonymes, voir Elbers.

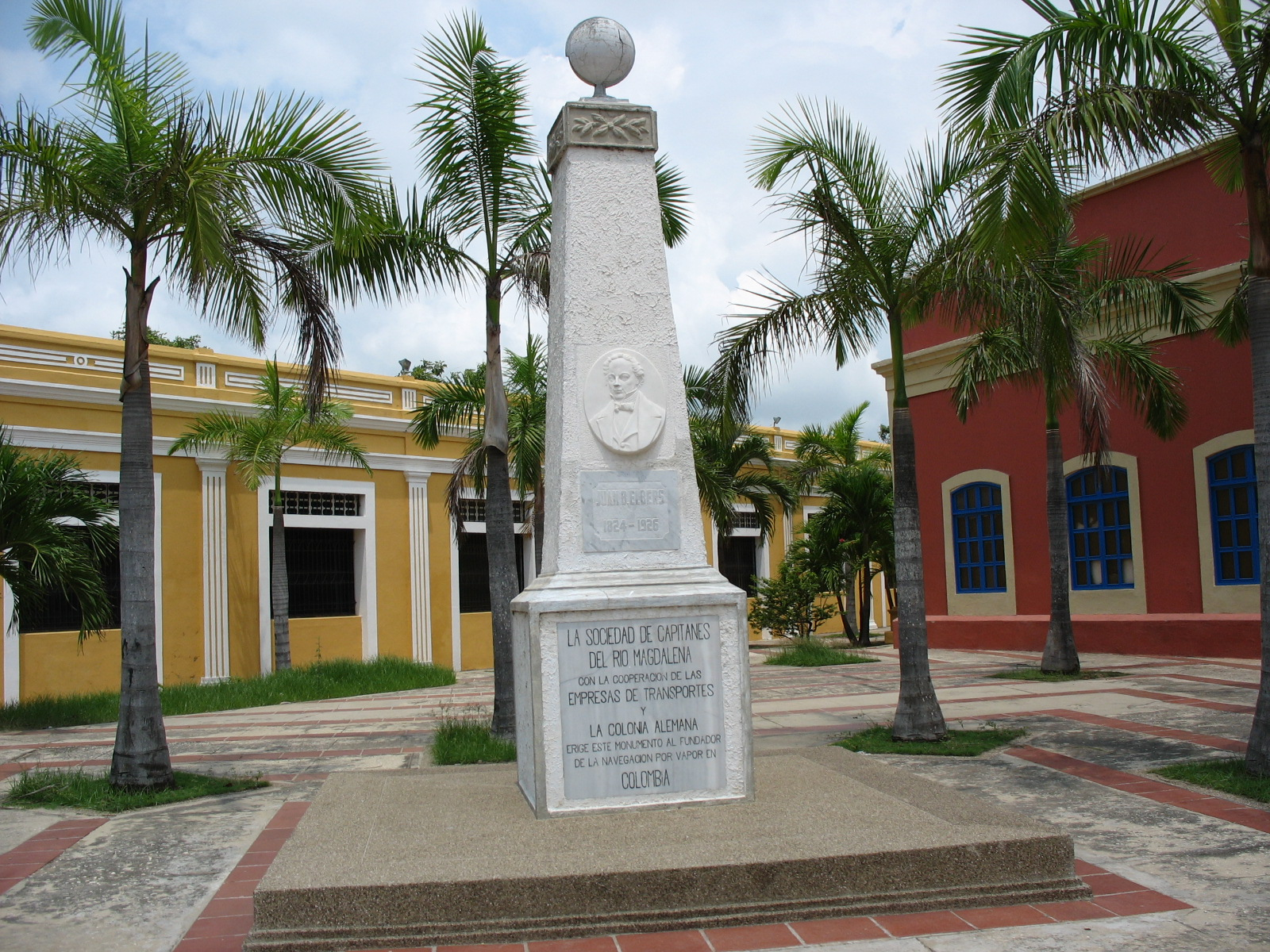
Obélisque en l'honneur de Juan B. Elbers, à Barranquilla.

Juan Bernardo Elbers (plus fréquemment sous sa forme courte Juan B. Elbers), né à Mülheim en 1776 et mort à Bogota en 1853, est un commodore allemand du XIXe siècle. Il est le pionnier de la navigation fluviale à vapeur sur le río Magdalena, en Colombie.

## Biographie
On lui connaît comme première activité le trafic d'armes, sillonnant au profit de l'armée de libération de Simón Bolívar, les États-Unis et les Caraïbes. En 1819, il prête ses bateaux aux insurgés pour la prise de Portobello et de Carthagène, ce qui contribue grandement au succès de la guerre d'indépendance. Pour l'ensemble de ces services rendus, il obtient la nationalité colombienne en 1823.
Alors que le fleuve Magdalena se trouve en mauvais état de navigation, il obtient en 1823 du gouvernement colombien le monopole du transport fluvial à vapeur sur le fleuve. Il parvient à rendre le fleuve de nouveau praticable, au moyen d'aménagements fluviaux, et l'ouvre à la navigation le 10 novembre 1825.
Toutefois, de nombreux revirements (annulation de l'exclusivité, difficultés de navigabilité, faiblesse du trafic) font que vingt ans d'efforts ne lui permettent pas de rentrer dans ses frais, mais augmentent grandement la connaissance du fleuve.

## Culture
Gabriel García Márquez, prix Nobel de littérature, fait fréquemment mention de lui dans son œuvre, notamment dans Le Général dans son labyrinthe et dans L'Amour aux temps du choléra.